# Grudzień 2014

## 31 grudnia
- Co najmniej 36 osób zostało zadeptanych na śmierć po wybuchu paniki na Bundzie podczas obchodów Nowego Roku w Szanghaju, w Chinach. Ponad 40 zostało rannych. (dziennik.pl, wp.pl)
- Co najmniej 26 osób zginęło, a 45 osób zostało rannych, gdy w dom weselny w prowincji Helmand w południowym Afganistanie uderzył pocisk rakietowy. (wp.pl)
- Zamachowiec samobójca zabił w południowo-zachodni Jemenie co najmniej 23 osoby i ranił kolejne 48 podczas urządzonych przez szyitów uroczystości dla upamiętnienia narodzin proroka Mahometa. (polskieradio.pl)
- W Edmonton, stolicy kanadyjskiej prowincji Alberta, uzbrojony mężczyzna zabił osiem osób, po czym popełnił samobójstwo. (wp.pl)
- Palestyński prezydent Mahmud Abbas podpisał wiele porozumień międzynarodowych, w tym Statut Rzymski. (polskieradio.pl)

## 30 grudnia
- Z Morza Jawajskiego wyłowiono ponad 40 ciał ofiar katastrofy samolotu malezyjskich linii AirAsia, który 28 grudnia zniknął z radarów, lecąc z indonezyjskiego miasta Surabaja do Singapuru. (wp.pl)
- W wyniku sztormu tropikalnego Senia zginęło co najmniej 30 osób, 10 uznano za zaginione, a ok. miliona ludzi musiało uciekać do schronów. Sztorm spowodował rozległe powodzie i lawiny błotne na terenie centralnych i południowych Filipin. (tvn24.pl,interia.pl)
- Co najmniej cztery osoby zginęły, a ponad 40 zostało rannych w wypadku autokaru, który wydarzył się na autostradzie nr 4 w landzie Hesja w środkowych Niemczech. (wp.pl)
- Co najmniej cztery osoby zginęły, a cztery zostały ranne na południowym wschodzie Brazylii na skutek uderzenia pioruna. Do incydentu doszło podczas gwałtownej, trwającej zaledwie kilka minut ulewy na popularnej plaży w mieście Praia Grande. (wp.pl)
- Według raportu ONZ w wyniku wojny w Donbasie na wschodniej Ukrainie zginęło 4771 osób, a liczba rannych przekroczyła 10 tys. (polskieradio.pl)
- Moskiewska policja zatrzymała ok. 250 uczestników wiecu poparcia dla znanego opozycjonisty Aleksieja Nawalnego, którego sąd skazał na 3,5 roku pozbawienia wolności w zawieszeniu. Podobne, ale mniejsze wiece odbyły się w Petersburgu i Jekaterynburgu. (tvn24.pl, polskieradio.pl)
- W wieku 79 lat zmarł Marian Jurczyk, sygnatariusz szczecińskich Porozumień Sierpniowych i były prezydent Szczecina. (wp.pl)

## 29 grudnia
- W wyniku pożaru, który wybuchł w centrum handlowym w mieście Lahaur, na wschodzie Pakistanu, zginęło co najmniej 13 osób, a dwie zostały ranne. (wp.pl)
- Do 11 wzrosła liczba ofiar śmiertelnych pożaru włoskiego promu „Norman Atlantic”. Podczas trwającej półtorej doby operacji ewakuowano 425 osób, podjęto z wody lub znaleziono w kadłubie statku 10 ciał, 40 osób jest zaginionych. (newsbeast.gr, wp.pl)
- Dziesięć osób zginęło, a prawie 160 tys. zostało ewakuowanych w wyniku intensywnych opadów deszczu i powodzi w Malezji. (tvn24.pl)
- Liczba ofiar śmiertelnych epidemii wirusa ebola w Afryce Zachodniej wzrosła do 7842. W Sierra Leone, Gwinei i Liberii zanotowano łącznie 20081 przypadków zakażenia wirusem. (polskieradio.pl)
- Międzynarodowa koalicja przeprowadziła 18 ataków z powietrza przeciwko celom Państwa Islamskiego: 12 z nich w Syrii, a sześć w Iraku. (polskieradio.pl)
- Austriak Stefan Kraft zwyciężył w rozpoczynającym zmagania w 63. Turnieju Czterech Skoczni konkursie w Oberstdorfie Na drugiej pozycji uplasował się Michael Hayböck, a na trzeciej Słoweniec Peter Prevc. Z kolei Kamil Stoch zadebiutował w PŚ zajmując 4. miejsce. (wp.pl)

## 28 grudnia
- Co najmniej 30 osób zginęło w ataku bojowników Boko Haram na wioskę w północnym Kamerunie. (wp.pl)
- W zderzeniu dwóch statków handlowych na redzie portu w Rawennie we Włoszech zginęły dwie osoby, pięć zostało rannych, a cztery uznano za zaginione. Przyczyną kolizji była zła widoczność. (polskieradio.pl)
- Niemal 2000 egzekucji, z czego połowy na członkach sunnickiego plemienia Szuaitat, dokonali w Syrii islamiści Państwa Islamskiego od końca czerwca 2014 roku. (polskieradio.pl)
- Lotnictwo międzynarodowej koalicji przeprowadziło 13 nalotów na pozycje Państwa Islamskiego w Syrii i Iraku. (polskieradio.pl)
- W Chorwacji odbyły się wybory prezydenckie. (wp.pl)
- Z powodu problemów z generatorem podjęto decyzję o wyłączeniu jednego bloku w elektrowni atomowej w Zaporożu na Ukrainie. (interia.pl)
- Zaginięcie lotu Indonesia AirAsia 8501[1].

## 27 grudnia
- Co najmniej pięć osób zginęło, a sto tysięcy opuściło domy z powodu potężnej powodzi w Malezji. (wp.pl)
- Lotnictwo koalicji pod wodzą USA przeprowadziło 12 nalotów na cele Państwa Islamskiego w Iraku i Syrii. Celem były między innymi obiekty islamistów w pobliżu syryjskiego Kobane. (wp.pl)
- Prezydent Białorusi Alaksandr Łukaszenka zdymisjonował premiera Michaiła Miasnikowicza. Nowym premierem został dotychczasowy szef prezydenckiej administracji Andrej Kabiakou. (wp.pl)
- W wieku 74 lat zmarł Tomaž Šalamun, słoweński poeta i jeden z najwybitniejszych współczesnych poetów europejskich. (wp.pl)

## 26 grudnia
- Co najmniej 45 cywilów zginęło, a około 175 zostało rannych w nalotach rządowych sił powietrznych na północnych obszarach Syrii kontrolowanych przez Państwo Islamskie. (tvn24.pl)
- Co najmniej 22 żołnierzy libijskich sił rządowych zginęło w starciach z islamistami, którzy usiłowali przejąć kontrolę nad terminalami naftowymi Al-Sidra i Ras Lanouf oraz podstacją elektryczną na wschodzie Libii. (tvn24.pl)
- Od 24 grudnia w 470 pożarach, do których doszło w Polsce, zginęło 14 osób, a 30 zostało rannych. (wp.pl)
- Trzech pracowników elektrowni atomowej w Ulsan w Korei Południowej zmarło po tym jak w czasie testów dwóch reaktorów z niewyjaśnionych przyczyn z instalacji zaczął się wydobywać śmiercionośny gaz. (tvn24.pl)
- Liczba ofiar śmiertelnych trwającej od marca epidemii wirusa ebola w Afryce Zachodniej wzrosła do 7693 na 19695 udokumentowanych przypadków zachorowań. (onet.pl)
- Prezydent USA Barack Obama oficjalnie ogłosił koniec misji bojowej w Afganistanie, która trwała ponad 13 lat i była kluczowym elementem „wojny z terrorrem”. (wp.pl)
- Kosowska policja aresztowała obywatela Serbii podejrzanego o planowanie zamachu terrorystycznego. W chwili zatrzymania znajdował się w swoim samochodzie, w którym znajdowało się ok. 12 kg materiałów wybuchowych. (tvn24.pl)
- Władze Ukrainy poinformowały o faktycznym przerwaniu komunikacji kolejowej i autobusowej z zaanektowanym przez Rosję Krymem. (onet.pl)
- W wieku 68 lat zmarł Stanisław Barańczak, polski poeta i tłumacz. (gazeta.pl)
- W wieku 92 lat zmarł Leo Tindemans, dwukrotny premier Belgii. (wp.pl)

## 25 grudnia
- Co najmniej osiem osób zginęło w ataku na bazę wojskową, podczas którego doszło do wymiany ognia pomiędzy żołnierzami Unii Afrykańskiej a terrorystami z islamistycznej partyzantki Asz-Szabab. (interia.pl)
- Pięć osób zostało rannych na skutek podpalenia meczetu przez nieznanego sprawcę w mieście Eskilstuna na południu Szwecji. (interia.pl)
- Siły powietrzne Stanów Zjednoczonych i ich koalicjantów przeprowadziły 31 nalotów na pozycje Państwa Islamskiego na terytorium Iraku i Syrii. Celem ataków były m.in. należące do dżihadystów budynki, pojazdy i systemy pocisków rakietowych. (wp.pl)
- Prorosyjscy separatyści w Donbasie na wschodniej Ukrainie uwolnili 146 jeńców pojmanych podczas walk z ukraińskimi siłami rządowymi. (wp.pl)
- Na ulicach Hongkongu ponownie pojawili się demonstranci domagający się reform demokratycznych. Policja aresztowała 37 osób w dzielnicy Mong Kok. (wp.pl)
- Irańskie siły zbrojne rozpoczęły 6-dniowe manewry wojskowe w południowo-wschodniej części kraju w pobliżu strategicznej cieśniny Ormuz. Wzięło w nich udział prawie 13 tys. żołnierzy, natomiast ćwiczenia objęły obszar ponad 520 tys. km². (tvn24.pl)
- Policja w Izraelu aresztowała pod zarzutem udziału w aferach korupcyjnych 24 osoby, w tym polityków, m.in. byłego ministra nacjonalistycznej partii Nasz Dom Izrael, kierowanej przez szefa dyplomacji Awigdora Liebermana. (interia.pl)
- Rosja przeprowadziła udany test rakiety RS-24 Jars oraz poinformowała, że planuje zbudować pięć pociągów uzbrojonych w pociski międzykontynentalne. Każdy taki skład o nazwie „Barguzin” będzie przewozić po sześć rakiet Jars. (wp.pl)

## 24 grudnia
- Co najmniej 24 osoby zginęły, a 55 zostało rannych w pobliżu Bagdadu, gdy zamachowiec samobójca zdetonował ładunek wybuchowy w grupie prorządowej milicji sunnickiej. W innym zamachu, w mieście Jusufijah, zginęło czterech cywilów, a rannych zostało siedmiu. (polskieradio.pl)
- W północno-wschodniej części indyjskiego stanu Asam wprowadzono godzinę policyjną w reakcji na zamordowanie ok. 50 osób przez ekstremistów z plemienia Bodo. (polskieradio.pl)
- Gigantyczne tornado przetoczyło się przez Missisipi w Stanach Zjednoczonych. Zginęły cztery osoby, a wiele zostało rannych. Największe straty odnotowano w hrabstwach Marion i Jones, w których zarządzono stan wyjątkowy. (interia.pl)
- Parlament Japonii na specjalnym posiedzeniu wybrał Shinzō Abego na kolejną kadencję na stanowisku premiera[2].
- W wieku 61 lat zmarł Krzysztof Krauze, polski reżyser i scenarzysta filmowy. (tvp.info)

## 23 grudnia
- Co najmniej 1171 osób zginęło w Syrii w nalotach przeprowadzanych od końca września przez międzynarodową koalicję. Wśród ofiar śmiertelnych nalotów są 52 osoby cywilne. ()
- Rosyjski sąd skazał 57 osób na kary pozbawienia wolności od czterech lat po dożywotnie pozbawienie wolności za zbrojny atak w roku 2005 na miasto Nalczyk, stolicę Kabardo-Bałkarii na niestabilnym rosyjskim Kaukazie Północnym. (polskieradio.pl)
- Według raportu Komitetu Ochrony Dziennikarzy w 2014 roku na świecie zginęło co najmniej 60 dziennikarzy podczas wykonywania pracy. 44% z nich było celem świadomych zamachów. (onet.pl)
- Rada Najwyższa zmieniła Ustawę o polityce wewnętrznej i zagranicznej oraz Ustawę o podstawach bezpieczeństwa, zezwalając Ukrainie na przynależność do międzynarodowych bloków militarnych, takich jak NATO. (wp.pl)
- Rosja i cztery inne państwa poradzieckie sfinalizowały w Moskwie utworzenie nowego sojuszu gospodarczego zwanego Eurazjatycką Unią Gospodarczą, mającego podnieść poziom zintegrowania tych krajów i zwiększyć ich konkurencyjność. (interia.pl)
- Rosja przeprowadziła udany test rakiety nośnej Angara-A5. Ministerstwo obrony poinformowało, że wystartowała ona z kosmodromu Plesieck w obwodzie archangielskim na północy kraju. (wp.pl)

## 22 grudnia
- Co najmniej 15 osób zginęło, a 21 zostało rannych w wybuchu bomby na przystanku autobusowym w mieście Gombe na północnym wschodzie Nigerii. (interia.pl)
- W szkockim Glasgow śmieciarka wjechała w przechodniów, w wyniku czego zginęło co najmniej sześć osób. Służby ratunkowe podały, że kilkadziesiąt osób zostało rannych. (wp.pl)
- Dziesięć osób zostało rannych, gdy w tłum na jarmarku bożonarodzeniowym w Nantes w zachodniej Francji wjechała furgonetka. (wp.pl)
- Pakistański rząd zawiesił moratorium na wykonywanie wyroków śmierci po ataku na szkołę w Peszawarze. Władze zapowiedziały wykonanie wyroków śmierci na ok. 500 osobach w ciągu najbliższych tygodni. (polskieradio.pl)
- We Włoszech aresztowano podczas wielkiej operacji policyjnej 14 neofaszystów, planujących zamachy na przedstawicieli władz kraju, funkcjonariuszy sił bezpieczeństwa i sędziów oraz na urzędy państwowe. (interia.pl)
- W kilku miastach Niemiec po raz kolejny zorganizowano demonstracje przeciwko islamizacji kraju. Największa odbyła się w Dreźnie, gdzie zgromadziło się 17,5 tys. osób. (wp.pl)
- W drugiej turze wyborów prezydenckich w Tunezji wygrał Bedżi Kaid Essebsi, który zdobył 55,68% głosów. (money.pl)
- W wieku 70 lat zmarł Joe Cocker, brytyjski piosenkarz muzyki rockowej i popowej. (wp.pl)
- Francuska firma Alstom musi zapłacić 772 mln dolarów kary za korupcję urzędników w Chinach, Indiach, Egipcie, Arabii Saudyjskiej, Indonezji i Wysp Bahama, przy kontraktach na turbiny słoneczne. (polskieradio.pl)
- Władze Ukrainy i Kazachstanu zdecydowały o wznowieniu współpracy wojskowej między obu krajami. Porozumiały się też w sprawie dostaw kazachskiego węgla dla ukraińskich odbiorców. (tvn24.pl)

## 21 grudnia
- Po raz pierwszy od ośmiu lat w Jordanii wykonano wyroki na 11 mężczyznach skazanych na karę śmierci za morderstwa. (interia.pl)
- Pięciu bojowników dżihadystycznej organizacji Ansar Bajt el-Makdis zginęło w starciach z policją na północny wschód od Kairu. (wp.pl)
- W Nowym Jorku uzbrojony mężczyzna zastrzelił dwóch funkcjonariuszy policji, siedzących w radiowozie, później sam popełnił samobójstwo. (polskieradio.pl)
- W mieście Dijon we wschodniej Francji kierowca wjechał samochodem w grupę przechodniów, w wyniku czego 11 osób zostało rannych. (wp.pl)
- Izraelscy policjanci aresztowali 13 członków i zwolenników ekstremistycznej organizacji antyarabskiej Lehawa. Ośmiu z nich było podejrzanych o podżeganie do przemocy i działań terrorystycznych na tle rasistowskim. (polskieradio.pl)
- W Uzbekistanie odbyły się wybory parlamentarne. (wp.pl)
- Po trzech latach od śmierci Kim Dzong Ila Korea Północna oficjalnie zakończyła żałobę po zmarłym przywódcy. (wp.pl)
- W wieku 80 lat zmarł Udo Jürgens, austriacki kompozytor i piosenkarz. (wp.pl)
- Trzęsienie ziemi o sile 5,1 stopni w skali Richtera miało miejsce w Kanadzie, u brzegów prowincji Kolumbia Brytyjska na zachodzie kraju. Brak informacji o poszkodowanych czy zniszczeniach. (wp.pl)
- Norweżki pokonały 28:25 Hiszpanki w finale, rozgrywanych w Chorwacji i na Węgrzech, mistrzostw Europy piłkarek ręcznych[3].
- Czech Roman Koudelka zwyciężył w konkursie indywidualnym Pucharu Świata w skokach narciarskich w Engelbergu. Na drugiej pozycji uplasował się Simon Ammann, a na trzeciej Michael Hayböck. (rmf24.pl)

## 20 grudnia
- Państwo Islamskie dokonało egzekucji 100 swoich zagranicznych bojowników, którzy próbowali zdezerterować i opuścić syryjskie miasto Ar-Rakka. (wp.pl)
- W Turcji aresztowano 150 nauczycieli, którzy protestowali przeciwko prowadzonej przez rząd przymusowej islamizacji oświaty. Policja zaatakowała demonstrantów, używając armatek wodnych i gazu łzawiącego. (wp.pl)
- Liczba ludzi, którzy zmarli w następstwie epidemii eboli w Afryce Zachodniej, wzrosła do 7373 spośród 19031 zakażonych w trzech krajach. (polskieradio.pl)
- Papież Franciszek mianował kamerlingiem francuskiego kardynała Jean-Louisa Taurana, przewodniczącego Papieskiej Rady ds. Dialogu Międzyreligijnego. Zastąpi on kardynała Tarcisio Bertone. (tvn24.pl)
- W finale rozgrywanych w Maroku klubowych mistrzostw świata w piłce nożnej zwycięzca Liga Mistrzów UEFA – Real Madryt pokonał 2:0 zdobywcę Copa Libertadores – San Lorenzo de Almagro. Złotą piłkę dla najlepszego gracza turnieju otrzymał Sergio Ramos. (eurosport.onet.pl)
- Niemiec Richard Freitag wygrał konkurs indywidualny Pucharu Świata w Engelbergu. Drugie miejsce zajął Roman Koudelka. Na trzecim miejscu wspólnie znaleźli się Jernej Damjan i Michael Hayböck. (eurosport.onet.pl)

## 19 grudnia
- W Pakistanie w wyniku operacji przeprowadzonej przez lotnictwo i siły lądowe na północno-zachodnich terytoriach plemiennych w pobliżu granicy z Afganistanem zginęło 67 bojowników. Operacja była następstwem ataku na szkołę w Peszawarze. (tvn24.pl, polskieradio.pl)
- Mimo rozejmu pięciu żołnierzy ukraińskich zginęło, a siedmiu zostało rannych na wschodzie kraju w atakach prorosyjskich separatystów. (polskieradio.pl)
- Do potężnej eksplozji doszło w prywatnym zakładzie zbrojeniowym we wsi Magliż w okolicach miasta Kazanłyk w środkowej Bułgarii. Jedna osoba zginęła, a trzy zostały ciężko ranne. (onet.pl)
- Hiszpańska policja zatrzymała mężczyznę, który wjechał samochodem z butlami z gazem w siedzibę rządzącej hiszpańskiej Partii Ludowej w Madrycie. (tvn24.pl)
- Film „Ida” Pawła Pawlikowskiego znalazł się na krótkiej liście dziewięciu filmów nominowanych do Oscara dla filmu zagranicznego. Na liście znalazło się sześć filmów z Europy, dwa z Ameryki Łacińskiej i jeden z Afryki. (polskieradio.pl)
- Nieznany dotąd gatunek ryby z rodziny dennikowatych (Liparidae) udało się zaobserwować na głębokości 8143 m w Rowie Mariańskim. (wp.pl)
- 80 wstrząsów sejsmicznych zanotowano w ciągu kilkunastu godzin w rejonie Florencji, w Toskanii. Najsilniejszy miał 4,1 stopni w skali Richtera. Nie zanotowano szkód. (onet.pl)

## 18 grudnia
- W ataku członków ugrupowania Boko Haram na położoną na północy Nigerii wioskę Gumsuri zginęło 32 ludzi, a 185 osób zostało uprowadzonych, głównie kobiet i dzieci. (wp.pl)
- W amerykańskich nalotach na pozycje Państwa Islamskiego zginęło trzech liderów ugropowania: Abd al Basit, Hadżi Mutazz i Radwan Taleb Al-Hamdouni. (tvn24.pl)
- W Japonii zginęły trzy osoby z powodu intensywnych opadów śniegu. Śnieżyce, które pojawiły się na północy i zachodzie tego regionu sparaliżowały drogi i lotniska. (tvn24.pl)
- Francuski urząd antymonopolowy nałożył kary o łącznej wysokości ok. 950 milionów euro na 13 producentów (w tym Colgate-Palmolive, Procter & Gamble, Sara Lee, Unilever oraz Reckitt Benckiser) za zmowę cenową, dotyczącą takich artykułów jak szampony, pasty do zębów i detergenty. (onet.pl)

## 17 grudnia
- Ponad 230 ciał osób (prawdopodobnie członków plemienia Szuaitat) zabitych przez bojowników Państwa Islamskiego znaleziono w masowej mogile w prowincji Dajr az-Zaur na wschodzie Syrii. (tvn24.pl)
- Nigeryjski sąd wojskowy skazał 54 żołnierzy na karę śmierci za odmowę udziału w operacji przeciwko islamistom z Boko Haram. (wp.pl)
- We Francji udaremniono pięć zamachów terrorystycznych i rozbito 13 siatek powiązanych z ekstremistami działającymi w Syrii. (wp.pl)
- Palestyńska organizacja Hamas została usunięta przez Sąd w Luksemburgu z unijnej listy organizacji terrorystycznych. (tvn24.pl)
- Prezydent Bronisław Komorowski, w obecności goszczącego z oficjalną wizytą w Polsce prezydenta Ukrainy Petra Poroszenki, podpisał ustawę o ratyfikacji umowy stowarzyszeniowej między Ukrainą a Unią Europejską. (wp.pl)
- Kościół Anglii wyświęcił pierwszą kobietę na biskupa. Libby Lane, dotychczasowa wikariusz, została nowym biskupem Stockport niedaleko Manchesteru w północnej Anglii. (wp.pl)
- Film „Ida” Pawła Pawlikowskiego został laureatem nagrody LUX przyznawanej przez Parlament Europejski. (polskieradio.pl)
- Amerykański łazik Curiosity wykrył na Marsie metan i inne molekuły organiczne w skałach. (wp.pl)

## 16 grudnia
- 145 osób zginęło (w tym 132 dzieci), a co najmniej 113 zostało rannych w ataku talibów na szkołę w Pakistanie. W kompleksie szkolnym doszło do wymiany ognia między napastnikami a interweniującymi żołnierzami. Wszyscy zamachowcy zginęli w wyniku wojskowej operacji. (wp.pl)
- W eksplozji dwóch samochodów pułapek, do której doszło na północ od stolicy Jemenu, zginęło 25 osób, w tym 15 dzieci. (tvn24.pl)
- Według organizacji Reporterzy bez Granic w 2014 roku na całym świecie zostało zabitych 66 dziennikarzy, a egzekucje przedstawicieli mediów są coraz częściej nagrywane i używane w celach propagandowych. (polskieradio.pl)
- Były przewodniczący parlamentu i były pełniący obowiązki prezydenta Ukrainy Ołeksandr Turczynow został nowym sekretarzem Rady Bezpieczeństwa Narodowego i Obrony. (wp.pl)
- Portret „Wczesna Mona Lisa” przypisywany Leonardowi da Vinci po raz pierwszy pokazano publiczności w Singapurze. (onet.pl)
- Dwa ogromne pomniki faraona Amenhotepa III, zniszczone przez trzęsienie ziemi w 1200 roku p.n.e., znów stanęły od północnej strony jego świątyni w Luksorze. (onet.pl)

## 15 grudnia
- 13 robotników zginęło, a 12 zostało rannych w wyniku osunięcia się ziemi na budowie elektrowni wodnej w Ekwadorze. (polskieradio.pl)
- Na przedmieściach Filadelfii doszło do serii strzelanin, w których zginęło sześć osób. Sprawcą był weteran wojenny 35-letni Bradley William Stone. (wp.pl)
- W centrum Sydney doszło do ataku terrorystycznego, podczas którego mężczyzna przetrzymywał grupę 20-30 osób przez ponad 16 godzin. Podczas szturmu policji zginął napastnik i dwoje zakładników. Cztery osoby zostały ranne. (wp.pl)
- Liczba ludzi, którzy zmarli w następstwie epidemii eboli w Afryce Zachodniej, wzrosła do 6841 na 18464 zarejestrowane przypadki. (tvn24.pl)
- Francuskie służby antyterrorystyczne zatrzymały kilkanaście osób, trudniących się wysyłaniem do Syrii chętnych do walki po stronie dżihadystów. (tvn24.pl)
- 15 tys. osób uczestniczyło w Dreźnie w demonstracji przeciwko groźbie islamizacji Zachodu przez uchodźców z krajów arabskich. (onet.pl)

## 14 grudnia
- Co najmniej 129 osób zginęło w katastrofie statku na jeziorze Tanganika, który zatonął u wybrzeży Demokratycznej Republiki Konga. Z katastrofy uratowano 232 osoby. (wp.pl)
- W Japonii odbyły się przedterminowe wybory parlamentarne. Według sondaży exit poll 
Partia Liberalno-Demokratyczna premiera Shinzō Abego odniosła zdecydowane zwycięstwo. (polskieradio.pl, tvn24.pl)
- Przewodniczący Parlamentu Europejskiego Martin Schulz został ogłoszony laureatem Nagrody Karola Wielkiego. (wp.pl)
- 22-letnia Rolene Strauss z Republiki Południowej Afryki została w Londynie wybrana Miss World 2014. (polskieradio.pl)

## 13 grudnia
- Zamachowiec samobójca zniszczył w Kabulu autobus wiozący żołnierzy, w wyniku czego zginęło sześciu żołnierzy i zamachowiec. Ponadto w Kabulu i na południu kraju zginęło w dwóch zamachach 12 ludzi, w tym dziewięciu saperów i dwóch żołnierzy NATO. (polskieradio.pl)
- W wyniku osunięcia się ziemi na indonezyjskiej wyspie Jawa zginęło co najmniej osiem osób, kilkadziesiąt zostało rannych (w tym większość jest w stanie krytycznym), a ponad 100 uznano za zaginione. (wp.pl)
- Według raportu Biura Narodów Zjednoczonych ds. Koordynacji Pomocy Humanitarnej podczas konfliktu na Ukrainie od połowy kwietnia zginęły 4634 osoby, włącznie z ofiarami zestrzelonego samolotu malezyjskich linii lotniczych. (wp.pl)
- Film „Ida” Pawła Pawlikowskiego podczas 27. gali Europejskich Nagród Filmowych w Rydze, zdobył nagrody w kategoriach: najlepszy film europejski, najlepsza reżyseria oraz najlepszy scenariusz. Ponadto zdobył nagrodę publiczności. (wp.pl)
- Z bazy wojskowej Vandenberg w Kalifornii wystartowała rakieta Atlas V z tajnym ładunkiem przeznaczonym dla wywiadu USA. (interia.pl)
- W Warszawie odbył się Marsz w Obronie Demokracji i Wolności Mediów współorganizowany przez partię Prawo i Sprawiedliwość, w którym, według różnych źródeł, wzięło udział 30-100 tys. uczestników. (wp.pl)

## 12 grudnia
- Trzy osoby zostały ranne w strzelaninie, do której doszło przed budynkiem szkoły średniej Rosemary Anderson High School w Portlandzie, w amerykańskim stanie Oregon. (wp.pl)
- Ambasada Izraela w Atenach została ostrzelana z broni maszynowej przez czterech mężczyzn, którzy podjechali na motorach. W zamachu nikt nie ucierpiał. (wp.pl)
- Ponad 50 wielotysięcznych protestów odbyło się we Włoszech. Był to dzień strajku generalnego, ogłoszonego przez dwie duże centrale związkowe przeciwko polityce rządu Matteo Renziego. Związkowcy krytykowali reformy i metody walki z kryzysem. (tvn24.pl)
- Mauretańczyk Ismail uld Szejk Ahmed został mianowany przez sekretarza generalnego ONZ Ban Ki Muna nowym szefem oenzetowskiej misji UNMEER, powołanej do walki z epidemią eboli. (wp.pl)
- Zgromadzenie Ogólne ONZ ogłosiło 21 czerwca Międzynarodowym Dniem Jogi. Inicjatywa w tej sprawie wyszła od premiera Indii Narendry Modiego. W głosowaniu propozycję poparło 170 krajów członkowskich. (onet.pl)
- Prezydent Rosji Władimir Putin znalazł się na czele listy najbardziej znaczących lub wpływowych osobistości 2014 roku, przygotowanej przez AFP. (onet.pl)
- Brytyjska firma GoldGenie stworzyła rower pokryty 24-karatowym złotem, warty 250 tys. funtów. (interia.pl)

## 11 grudnia
- W dwóch wybuchach, do których doszło w handlowej dzielnicy miasta Dżos w środkowej Nigerii, zginęły 32 osoby. (onet.pl)
- W dwóch zamach w stolicy Afganistanu zginęło co najmniej siedem osób. (polskieradio.pl)
- Trzech ukraińskich żołnierzy zginęło, a ośmiu zostało rannych w wyniku ostrzałów i ataków prorosyjskich separatystów w Donbasie. (tvn24.pl)
- Według danych zebranych przez Centrum Badań nad Radykalizacją King’s College w Londynie i BBC News w ciągu minionego miesiąca doszło do ponad 600 ataków islamskich fanatyków na terenie 14 państw w Afryce, na Bliskim Wschodzie i w Azji, w wyniku których zginęło ponad 5 tys. osób, z czego 2 tys. stanowią cywile, a 900 to zabici dżihadyści (których również uwzględniono w statystykach). (wp.pl)
- Policja zatrzymała ok. 200 demonstrantów, którzy zostali w głównym obozowisku ruchu prodemokratycznego w Hongkongu. (onet.pl)
- Brytyjska policja zatrzymała 76 osób podczas demonstracji, której uczestnicy zablokowali centrum handlowe w Londynie. Demonstranci solidaryzowali się z uczestnikami protestów przeciwko brutalności policji w Stanach Zjednoczonych. (wp.pl)
- Na szczycie w Delhi Prezydent Władimir Putin i premier Indii Narendra Modi podpisali umowę o współpracy nuklearnej, w wyniku której rosyjski koncern Rosatom dostarczy Indiom 12 reaktorów atomowych. (wp.pl)
- Polska zajęła 34. miejsce (na 86 państw) w dorocznym rankingu Web Index 2014, mierzącym wkład internetu do społecznego, ekonomicznego i politycznego postępu w świecie. Pierwsze trzy miejsca zajęły Dania, Finlandia i Norwegia. (onet.pl)

## 10 grudnia
- Na skutek zamachu w mieście Kano na północy Nigerii zginęły cztery osoby, a siedem zostało rannych. (interia.pl)
- Od 10 czerwca br. zginęło 727 Kurdów, 34 uznano za zaginionych, a 3564 zostało rannych w walkach przeciwko bojownikom Państwa Islamskiego. (polskieradio.pl)
- Do 6388 wzrosła liczba ofiar wirusa ebola. Najwięcej nowych zarażeń odnotowano w Sierra Leone. (interia.pl)
- Dziesiątki tysięcy mieszkańców Dublina wzięły udział w proteście przeciwko rządowym planom wprowadzenia liczników na wodę. (tvn24.pl)
- Lekarze, pielęgniarki i inne osoby walczące z wirusem ebola w Afryce Zachodniej zostali uznani za Ludzi Roku przez amerykański tygodnik „Time”. (wp.pl)
- Książę Monako Albert II Grimaldi i jego małżonka Charlene Grimaldi poinformowali o narodzinach bliźniąt, Gabrielli Therese Marie i Jacques’a Honore Rainiera. (interia.pl)
- Stany Zjednoczone zlikwidowały swoje ostatnie więzienie na terenie Afganistanu, które znajdowało się w bazie lotniczej Bagram na północ od Kabulu. (onet.pl)
- Film „Mutant Giant Spider Dog” autorstwa Sylwestra Wardęgi okazał się najchętniej oglądanym klipem na YouTube na całym świecie. Obejrzano go niemal 115 mln razy. (polskieradio.pl)

## 9 grudnia
- Sześciu żołnierzy zginęło, a sześć innych osób zostało rannych w wyniku samobójczego zamachu na bazę wojskową na wschodzie Jemenu. (onet.pl)
- 10 tys. osób wzięło udział w marszu na ulicach Drezna w Saksonii przeciwko napływowi do ich kraju wyznawców islamu. Organizatorem protestu był prawicowo-populistyczny sojusz „Patriotyczni Europejczycy przeciwko islamizacji Zachodu”. (wp.pl)
- Senat USA opublikował streszczenie raportu o przesłuchaniach CIA w walce z terroryzmem. Według raportu program przesłuchań był niezwykle brutalny, jak również nieskuteczny, a torturowanie wykraczało poza granice prawa. (wp.pl)
- Wysoki Komisarz Narodów Zjednoczonych do spraw Uchodźców António Guterres poinformował, że 28 krajów przyjmie ponad 100 tys. syryjskich uchodźców i wesprze sąsiadów Syrii. (onet.pl)
- Kanclerz Angela Merkel pozostała przewodniczącą Unii Chrześcijańsko-Demokratycznej. Na zjeździe partii w Kolonii szefowa niemieckiego rządu uzyskała poparcie 96,7% delegatów. (polskieradio.pl)

## 8 grudnia
- Do 21 wzrosła liczba ofiar śmiertelnych tajfunu Hagupit, który przeszedł nad prowincją Samar Wschodni na Filipinach. (wp.pl)
- Co najmniej 17 osób zginęło, a ponad 50 zostało rannych kiedy przepełniony autobus stoczył się w przepaść z górskiej drogi w zachodnim Nepalu. (wp.pl)
- Niewielki prywatny samolot rozbił się na przedmieściach Waszyngtonu, w wyniku czego zginęło trzech pasażerów oraz troje mieszkańców domu, w który uderzyła maszyna. (wp.pl)
- W Chinach osiem osób zostało skazanych na karę śmierci za dwa ataki terrorystyczne w regionie Sinciang, zamieszkałym głównie przez wyznających islam Ujgurów. (polskieradio.pl)
- W centrum Los Angeles wybuchł pożar wieżowca, z którym walczyło przez kilka godzin ponad dwustu strażaków. (polskieradio.pl)

## 7 grudnia
- U wybrzeży Jemenu na Morzu Czerwonym doszło do zatonięcia łodzi z imigrantami, na pokładzie której było co najmniej 70 Etiopczyków. (polskieradio.pl)
- Co najmniej 13 osób straciło życie razem z dwoma zagranicznymi zakładnikami w Jemenie w wyniku nieudanej próby ich odbicia, kierowanej przez USA. (polskieradio.pl)
- W Arabii Saudyjskiej w związku z terroryzmem aresztowano 135 osób, w tym 26 cudzoziemców. (onet.pl)
- 11 osób zostało zatrzymanych w Sztokholmie za udział w zamieszkach i podpaleniach, do których doszło w południowych dzielnicach na przedmieściach stolicy Szwecji. (polskieradio.pl)
- Ambasada brytyjska w Kairze zawiesiła działalność publiczną ze względów bezpieczeństwa. (tvn24.pl)
- Na aukcji w Nowym Jorku sprzedano za 61 tys. dolarów największą znalezioną do tej pory białą truflę, ważącą niemal 1,9 kg. (wp.pl)
- Zakończyły się rozgrywane w Dosze mistrzostwa świata w pływaniu na krótkim basenie. (Omega Timing)

## 6 grudnia
- W wybuchu wulkanu Takei w Japonii zginęło 57 osób[4].
- Egipski sąd skazał na śmierć siedmiu oskarżonych o zabójstwo 25 policjantów w zeszłorocznym zamachu przy granicy z Izraelem. (tvn24.pl)
- Około miliona Filipińczyków musiało opuścić swoje domy w związku ze zbliżającym się tajfunem Hagupit, który uderzył we wschodnie wybrzeże kraju. (wp.pl, polskieradio.pl)
- Austriak Gregor Schlierenzauer wygrał konkurs indywidualny Pucharu Świata w Lillehammer. Drugie miejsce zajął Norweg Anders Fannemel, a trzeci był Austriak Michael Hayböck. (eurosport.onet.pl)
- Pod Monte Cassino w miejscowości San Vittore del Lazio odsłonięto pomnik ku czci polskich żołnierzy. (tvn24.pl)
- W wieku 92 lat zmarł Ralph Baer, amerykański wynalazca i inżynier niemieckiego pochodzenia, jeden z pionierów przemysłu gier komputerowych. (polskieradio.pl)

## 5 grudnia
- Tysiące ludzi protestowało w Nowym Jorku przeciwko nieukaraniu przez sąd kolejnego policjanta, który zabił czarnoskórego chłopaka. Zatrzymano kilkanaście osób. (wp.pl)
- Prezydent Barack Obama nominował na sekretarza obrony Ashtona Cartera, wieloletniego urzędnika wysokiej rangi z Pentagonu. (wp.pl)
- Misja statku „Orion” zakończyła się sukcesem. Po raz pierwszy od ponad 40 lat NASA wysłała w kosmos statek przeznaczony do lotów załogowych. (wp.pl)
- W wieku 86 lat zmarła Fabiola Mora y Aragon, królowa Belgii w latach 1960-1993 i wdowa po królu Baldwinie I Koburgu. (wp.pl)
- Teledysk „Gangnam Style” został obejrzany w serwisie YouTube ponad 2 mld razy, w wyniku czego serwery przestały liczyć kolejne wyświetlenia utworu. (tvn24.pl)

## 4 grudnia
- Uzbrojeni napastnicy zaatakowali policyjny patrol w stolicy Czeczenii. W wymianie ognia zginęło co najmniej 16 osób, w tym 10 funkcjonariuszy. (tvn24.pl)
- Przedstawiciel sztabu generalnego sił zbrojnych Ukrainy Ołeksandr Rozmazin powiedział, że prawie 300 rosyjskich żołnierzy zginęło w walkach o bronione przez armię ukraińską lotnisko w Doniecku na wschodzie kraju. (tvn24.pl)
- 17 stanów USA wystąpiło do sądu federalnego przeciwko prezydentowi Barackowi Obamie za wydanie rozporządzenia wykonawczego o reformie przepisów imigracyjnych. (wp.pl)
- W bazie Bagram odbyła się uroczystość zakończenia polskiego udziału w natowskiej misji ISAF oraz zakończenia 15. zmiany Polskiego Kontyngentu Wojskowego w Afganistanie. (tvn24.pl)
- W Katowicach zmarł działacz opozycyjny w okresie PRL i współzałożyciel Wolnych Związków Zawodowych Kazimierz Świtoń. (tvn24.pl)

## 3 grudnia
- Ponad 150 osób (w tym sześciu żołnierzy i 38 policjantów) zostało zabitych w ataku ugrupowania islamistycznego Boko Haram na miasto Damaturu w północno-wschodniej Nigerii. (polskieradio.pl)
- Co najmniej cztery osoby zginęły w zamachu na konwój ONZ w pobliżu międzynarodowego lotniska w stolicy Somalii Mogadiszu. (wp.pl)
- W Tadżykistanie zostało aresztowanych 50 młodych islamistów zwerbowanych do udziału w konflikcie zbrojnym w Syrii. (onet.pl)
- Władze Ukrainy poinformowały o awarii w Zaporoskiej Elektrowni Atomowej, zapewniając, że nie było zagrożenia. Międzynarodowa Agencja Energii Atomowej potwierdziła, że reaktor został bezpiecznie wyłączony. (wp.pl)
- Po 7 latach polska ambasada w Afganistanie zakończyła swoją działalność. (wp.pl)
- Największy zbiornik wodny starożytnego Rzymu odkryto podczas budowy stacji trzeciej linii metra w Rzymie. Zbiornik znajduje się w rejonie bazyliki św. Jana na Lateranie. (tvn24.pl)
- W wieku 77 lat zmarł Jacques Barrot, były unijny komisarz. (wp.pl)

## 2 grudnia
- Co najmniej 36 osób zginęło w ataku bojowników Asz-Szabab na kamieniołom na północnym wschodzie Kenii w hrabstwie Mandera. (wp.pl)
- Co najmniej sześciu żołnierzy libańskich zostało zabitych przez zbrojną grupę na granicy z Syrią. (onet.pl)
- Sąd w Egipcie skazał na śmierć 185 osób mających związek z atakiem na posterunek policji, do którego doszło w zeszłym roku na obrzeżach Kairu, podczas którego zginęło 14 policjantów. (tvn24.pl)
- Ok. 8–10 tys. demonstrujących anarchistów starło się z policją w centrum Aten. Policja użyła gazu łzawiącego. (wp.pl)
- Amerykańskie miasto Detroit dotknęła awaria sieci energetycznej, w wyniku czego większa część aglomeracji została odcięta od prądu. (wp.pl)
- W wieku 107 lat zmarła w Londynie Elżbieta Andrzejowska, najstarsza Polka na emigracji w Wielkiej Brytanii i była Naczelniczka Harcerek ZHP poza granicami kraju. (wp.pl)
- W wieku 70 lat zmarł Bobby Keys, saksofonista znany ze współpracy z The Rolling Stones. (tvn24.pl)

## 1 grudnia
- Trawler z Korei Południowej zatonął na Morzu Beringa u brzegów Półwyspu Czukockiego, w wyniku czego 54 członków załogi uznano za zaginionych, a jeden poniósł śmierć. (wp.pl)
- Dżihadyści z Państwa Islamskiego zabili 16 irackich żołnierzy podczas ataku na przejście graniczne z Syrią w zachodniej części Iraku. (onet.pl)
- Do silnej eksplozji i pożaru doszło w zakładzie chemicznym w miejscowości Pirna pod Dreznem na wschodzie Niemiec. Zginęła jedna osoba, a wiele zostało rannych. (onet.pl)
- Donald Tusk oficjalnie objął funkcję szefa Rady Europejskiej. (wp.pl)
- Przez ulice Moskwy przeszło około 3 tys. lekarzy, którzy protestowali przeciwko reformie służby zdrowia[5].
- W andaluzyjskiej kopalni miedzi Las Cruces odkryto ekstremofile żyjące w temperaturze wyższej niż 113 stopni Celsjusza. (wp.pl)
- Edward Snowden został w Sztokholmie uhonorowany nagrodą Right Livelihood Award, którą w jego imieniu odebrał wydawca brytyjskiego dziennika „The Guardian” Alan Rusbridger[6].
- W wieku 85 lat zmarł Jewhen Swerstiuk, ukraiński intelektualista, pisarz, filozof i językoznawca. (polskieradio.pl)